# ويليس بروير
ويليس بروير هو محامي وسياسي أمريكي، ولد في 15 مارس 1844 في مقاطعة سمتر في الولايات المتحدة، وتوفي في 30 أكتوبر 1912 في مونتغومري في الولايات المتحدة. نشط حزبياً في الحزب الديمقراطي. وقد انتخب عضو مجلس النواب الأمريكي ‏.